# Adelpha leuceria
Adelpha leuceria is een vlinder uit de onderfamilie Limenitidinae van de familie Nymphalidae. De wetenschappelijke naam van de soort werd als Heterochroa leuceria in 1874 gepubliceerd door Herbert Druce.